# إيما هندرسون
إيما هندرسون (بالإنجليزية: Emma Henderson)‏ (1958)؛ روائية بريطانية.